# Keltern
Keltern è un comune tedesco di 9 139 abitanti, situato nel land del Baden-Württemberg.